# Демократски покрет Мозамбика
Демократски покрет Мозамбика (порт. Movimento Democrático de Moçambique, MDM) је политичка странка која делује у Мозамбику. Њен председник је Давиз Симанго. Основана је након што је део чланова напустио РЕНАМО.
Национална изборна комисија није дозволила странци да учествује у општим изборима у Мозамбику 2009. МДМ си је осигурао 8 посланичких места у парламенту. Давиз Симанго је био кандидат странке за председника на изборима одржаним исти дан. Био је трећи са освојених 8,59% бирачких гласова.